# Bobby Orlando
Robert Philip Orlando, connu aussi sous le nom de Bobby O et Bobby Orlando (né le 10 janvier 1958) est un musicien, multi-instrumentiste, auteur-compositeur et producteur de disques américain de l'ère post-disco. Il connaît le succès surtout dans les années 1980.

## Biographie
Fils d'un instituteur de la banlieue de New York, Bobby Orlando abandonne ses études de musique classique pour se lancer dans le glam rock,. À la fin des années 1970, il se tourne vers le disco et, peu de temps après, crée son propre studio d'enregistrement, « O » Records.
Durant les années 1980, il compose, joue et produit des centaines de compositions, publiées chez de nombreux éditeurs : « O » Records, Bobcat Records, Memo Records, Telefon Records, MenoVision Records, Beach Records, Plastic Records, Eurobeat Records, Obscure Records, Beat Box Records, Riovista Records, Intelligent Records, Basic Records, Knowledge Records et bien d'autres. À la fin de la décennie, il arrête soudainement et inexplicablement sa production.
Outre ses propres réalisations, il a aussi produit bon nombre de chanteurs, chanteuses et groupes dont The Flirts (la chanson Passion), Roni Griffith (Desire), Pet Shop Boys (1re version de leur premier hit West End Girls). Sa musique peut être apparentée à l'Italo disco du début des années 1980. Il a produit également quelques titres pour le comédien et Drag queen Divine dont Shoot Your Shot et Love Reaction.
Orlando a influencé divers morceaux Euro disco, tropical house, techno, Italo disco, electronic dance music (EDM) et hi-NRG. Il a été cité par des musicologues pour sa contribution à la dance.